# Bitter Suites to Succubi
Albums de Cradle of Filth
Midian
(2000) Lovecraft & Witch Hearts
(2002)
Bitter Suites To Succubi est un EP du groupe de metal extrême Britannique Cradle of Filth sorti en 2001 chez AbraCadaver. Il est sorti pour faire patienter les fans jusqu’à leur album studio suivant et pour combler le vide de sorties entre la sortie des albums Midian et Damnation And A Day.

## Description
Cet EP contient quatre nouveaux titres, le réenregistrement de trois titres issus de The Principle of Evil Made Flesh (Summer Dying Fast, The Principle of Evil Made Flesh et The Black Goddess Rises II), deux instrumentaux et une reprise du groupe The Sisters of Mercy "No Time To Cry." Stylistiquement similaire à Midian, cet album est unique car c'est le seul album de cradle présentant le même line up que son prédécesseur. C’est le dernier album ou le bassiste Robin Eaglestone participe à son enregistrement puisqu’il va par la suite quitter le groupe.
Sur certaines versions de l’album, le titre Scorched Earth Erotica est écrit Scorched Earth Erotics.

## Formation
- Dani Filth (chant)
- Gian Pyres - (guitare)
- Paul Allender - (guitare)
- Robin Eaglestone - (basse)
- Adrian Erlandsson (batterie)
- Martin Powell - (claviers)

### Musiciens additionnels
- Sarah Jezebel Deva (chant)
- Libitina Grimm (violoncelle)

## Liste des titres
| No  | Titre                            | informations                           | Durée |
| --- | -------------------------------- | -------------------------------------- | ----- |
| 1.  | Sin Deep My Wicked Angel         | titre instrumental                     | 2:23  |
| 2.  | All Hope in Eclipse              |                                        | 6:39  |
| 3.  | Born in a Burial Gown            |                                        | 4:46  |
| 4.  | Summer Dying Fast                |                                        | 5:21  |
| 5.  | No Time to Cry                   | reprise du groupe The Sisters of Mercy | 3:22  |
| 6.  | The Principle of Evil Made Flesh |                                        | 4:49  |
| 7.  | Suicide and Others Comforts      |                                        | 6:57  |
| 8.  | Dinner at Deviant's Palace       | titre instrumental                     | 2:59  |
| 9.  | The Black Goddess Rises II       |                                        | 7:22  |
| 10. | Scorched Earth Erotica           |                                        | 7:27  |